# Stazione di Fune no Kagakukan
La Stazione di Fune no Kagakukan (船の科学館駅?, Fune no Kagakukan-eki) è una stazione ferroviaria di Tokyo, si trova sull'isola di Odaiba nel quartiere di Kōtō e serve il people mover Yurikamome.

## Linee

### People Mover
- Yurikamome